# San Pablo (Zamboanga du Sud)
Pour les articles homonymes, voir San Pablo.
San Pablo est une localité de la province du Zamboanga du Sud, aux Philippines. En 2015, elle compte 26 106 habitants.